# Terror Firmer
Terror Firmer (Brasil: Um Terror de Equipe ) é um filme trash de comédia de terror, produzido nos Estados Unidos em 1999, foi co-escrito por Patrick Cassidy, Douglas Buck e dirigido por Lloyd Kaufman. Lançado pela Troma Entertainment.
O roteiro é repleto de situações escatológicas, violentas, de muita nudez, engraçadas e exageradas. Poucas vezes um filme trouxe tanto sexo ao lado de tanto gore.
O filme ainda conta com  três participações especiais no elenco: o ator pornô Ron Jeremy interpreta o pai do operador de som; enquanto Lemmy, do Motorhead, faz um repórter de TV; e uma grande atuação do próprio Lloyd Kaufman, fundador da Troma Entertainment.

## Sinopse
Esta é a história de um filme com elenco de baixo orçamento, liderado por um diretor cego, Larry Benjamin (Lloyd Kaufman), que tenta fazer algum tipo de arte. Além das típicas tentativas e angústias de um set da Troma, o elenco se vê diante de um serial killer em conflito sexual e prestes a explodir uma bomba.